# Allobaccha signata
Allobaccha signata är en tvåvingeart som först beskrevs av Sack 1926.  Allobaccha signata ingår i släktet Allobaccha och familjen blomflugor.
Artens utbredningsområde är Filippinerna. Inga underarter finns listade i Catalogue of Life.